# Hundwiler Höhi
Hundwiler Höhi är en bergstopp i Schweiz.   Den ligger i kantonen Appenzell Ausserrhoden, i den östra delen av landet, 150 km öster om huvudstaden Bern. Toppen på Hundwiler Höhi är 1 306 meter över havet, eller 409 meter över den omgivande terrängen. Bredden vid basen är 5,0 km.
Berget ligger mellan Hundwil och Gonten. På toppen finns en restaurang.
I omgivningarna runt Hundwiler Höhi växer i huvudsak blandskog.